# بلاكوال (محطة مترو أنفاق لندن)
بلاكوال (بالإنجليزية: Blackwall)‏ هي إحدى محطات مترو أنفاق لندن. تقع على خط قطار دوكلاندز الخفيف (فرع بيكتون) افتتحت في المنطقة (Zone) رقم 2 افتتحت في 28 مارس 1994. 